# Bruno Bartoletti
Pour les articles homonymes, voir Bartoletti.
Bruno Bartoletti, né le 10 juin 1926 à Sesto Fiorentino et mort le 9 juin 2013 à Florence, est un chef d'orchestre italien. Spécialiste de l'opéra et ardent défenseur de la musique contemporaine, sans pour autant déconsidérer le répertoire italien traditionnel, il est l'auteur d'une soixantaine d'enregistrements entre 1956 et 2008. Il est connu pour avoir été, pendant plus de cinquante ans, le codirecteur artistique et le chef d'orchestre principal de l'Opéra lyrique de Chicago.

## Biographie
Né à Sesto Fiorentino, ses aptitudes musicales sont remarquées très tôt par une enseignante florentine dont le mari, le sculpteur Antonio Berti (it), le recommande auprès du Conservatoire national de Musique Luigi Cherubini. Le jeune Bartoletti y apprend le piano et la flûte, en plus du piccolo, son premier instrument.
Ses talents de flutiste et de pianiste lui servent lorsqu'il intègre l'Orchestre du Mai musical florentin (Maggio Musicale Fiorentino) où il devient l'assistant de plusieurs chefs d'orchestre, comme Tullio Serafin, Vittorio Gui, Dmitri Mitropoulos et Artur Rodzinski. Puis il travaille comme pianiste au Théâtre communal de Florence.

### Une carrière européenne prospère
En 1957, Bartoletti fait ses débuts comme chef d'orchestre au Maggio Musicale Fiorentino et inaugure l'opéra Le Nez de Dmitri Chostakovitch, basé sur la nouvelle de Nicolas Gogol. Puis il se déplace au Danemark et devient le chef principal de l'Orchestre royal danois, où il assure la saison italienne, de 1957 à 1960. À son retour en Italie, il travaille comme directeur artistique de l'Opéra de Rome, de 1965 à 1973, avant de revenir au Maggio Musicale Fiorentino en tant que directeur artistique, de 1985 à 1991. En dehors de son épisode danois, la carrière de Bruno Bartoletti l'amène à diriger des orchestres à Salzbourg, Aix-en-Provence et à l'Opéra de Paris.

### Directeur artistique de l'Opéra lyrique de Chicago (1975 - 1999)
Bruno Bartoletti dirige son premier orchestre sur le sol nord-américain à l'Opéra lyrique de Chicago en 1956, avec Il trovatore de Giuseppe Verdi. Il y est nommé codirecteur artistique auprès de son directeur, Pino Donati (it), de 1964 à 1974. Après le départ de Donati en 1975, Bartoletti lui succède à la direction artistique, poste qu'il occupe jusqu'à sa retraite en 1999, après laquelle il conserve le titre honorifique de directeur artistique émérite.
La « période américaine » de sa carrière (1956 - 2007) est particulièrement prospère, avec pas moins de 600 représentations de 55 opéras. En 2007, Bartoletti mène son dernier orchestre avec La traviata de Giuseppe Verdi.

### Fin de carrière (1999 - 2013)
En 1999, Bruno Bartoletti se retire de son poste de directeur artistique de l'Opéra lyrique de Chicago et rentre en Italie. Rome lui décerne l'Ordre du Mérite de la République italienne le 5 avril 2001.
En 2011, il fait son retour à l'Orchestre du Mai musical florentin pour diriger l'interprétation de Manon Lescaut de Giacomo Puccini.
Marié à Rosanna Sandretti, institutrice scolaire, du 1er juillet 1953 jusqu'au décès de cette dernière le 2 août 2011, Bruno Bartoletti est père de deux filles, Chiara et Maria, et grand-père de cinq petits-enfants, Livia, Filippo, Arianna, Margherita, et Nicolò.
Bruno Bartoletti meurt à Florence des suites d'une longue maladie le 9 juin 2013, âgé de 86 ans.

## Œuvre
Bruno Bartoletti est considéré comme un défenseur de la musique italienne contemporaine, et notamment de son courant lyrique, de la fin du XIXe siècle et de la majeure partie du XXe siècle.
Entre autres, il a participé aux créations mondiales de Don Rodrigo de Ginastera ou Il Figliuol prodigo de Gian Francesco Malipiero en 1957, Don Rodrigo d'Alberto Ginastera en 1964 et aux premières mondiales des œuvres Le Nez de Dmitri Chostakovitch, Opera de Luciano Berio en 1977 et du Paradis perdu de Krzysztof Penderecki en 1978.
Il ne délaisse pas pour autant le répertoire italien traditionnel avec La Gioconda d'Amilcare Ponchielli, Un ballo in maschera de Giuseppe Verdi et Il Trittico de Giacomo Puccini.